# Podișu (okręg Sălaj)
Podișu – wieś w Rumunii, w okręgu Sălaj, w gminie Ileanda. W 2011 roku liczyła 135 mieszkańców.